# Exology Chapter 1: The Lost Planet
Exology Chapter 1: The Lost Planet (cách điệu EXOLOGY CHAPTER 1: THE LOST PLANET) là album trực tiếp đầu tiên của nhóm nhạc nam Hàn-Trung EXO. Album phát hành vào ngày 22 tháng 12 năm 2014 bởi SM Entertainment. Nó có 2 CD và tổng cộng 36 bài hát (1 CD và 18 bài hát), bao gồm các bài hát riêng lẻ của từng thành viên và phiên bản phòng thu của một số bài hát được phối lại (phối lại tiếng Hàn và tiếng Quan Thoại/tiếng Quan Thoại và tiếng Hàn). Album được phát hành với hai phiên bản: phiên bản bình thường và phiên bản đặc biệt.

## Danh sác bài hát

### CD 1
| STT              | Nhan đề                                   | Thời lượng |
| ---------------- | ----------------------------------------- | ---------- |
| 1.               | "The Lost Planet (Live)"                  | 4:29       |
| 2.               | "Haka (Live)"                             | 0:45       |
| 3.               | "MAMA (Rearranged) (Live)"                | 4:26       |
| 4.               | "Let Out the Beast (Live)"                | 3:33       |
| 5.               | "I'm Lay (LAY Solo) (Live)"               | 1:12       |
| 6.               | "Moonlight (Live)"                        | 4:27       |
| 7.               | "Delight (CHANYEOL Solo)"                 | 1:45       |
| 8.               | "Angel (Live)"                            | 3:02       |
| 9.               | "Black Pearl (Rearranged) (Live)"         | 3:09       |
| 10.              | "Up Rising (CHEN Solo) (Live)"            | 1:45       |
| 11.              | "XOXO (Kisses & Hugs) (Live)"             | 3:14       |
| 12.              | "Beat Maker (SEHUN Solo) (Live)"          | 1:32       |
| 13.              | "Love, Love, Love (Rearranged) (Live)"    | 3:44       |
| 14.              | "Thunder (Live)"                          | 3:12       |
| 15.              | "Tell Me What Is Love (D.O. Solo) (Live)" | 1:49       |
| 16.              | "My Lady (Live)"                          | 3:33       |
| 17.              | "My Turn To Cry (BAEKHYUN Solo) (Live)"   | 1:25       |
| 18.              | "Baby Don't Cry (Live)"                   | 4:04       |
| Tổng thời lượng: | Tổng thời lượng:                          | 51:16      |

### CD 2
| STT | Nhan đề                                                   | Thời lượng |
| --- | --------------------------------------------------------- | ---------- |
| 1.  | "Machine (Live)"                                          | 2:41       |
| 2.  | "Breakin' Machine (XIUMIN Solo) (Live)"                   | 1:05       |
| 3.  | "3.6.5 (Live)"                                            | 3:08       |
| 4.  | "History (Live)"                                          | 3:31       |
| 5.  | "Beautiful (SUHO Solo) (Live)"                            | 1:31       |
| 6.  | "Peter Pan (Live)"                                        | 3:53       |
| 7.  | "Metal (TAO Solo) (Live)"                                 | 1:25       |
| 8.  | "Deep Breath (KAI Solo) (Live)"                           | 1:28       |
| 9.  | "Overdose (Live)"                                         | 3:28       |
| 10. | "Wolf - The Legend Begins (Live)"                         | 0:37       |
| 11. | "Wolf (Live)"                                             | 3:52       |
| 12. | "Growl (Live)"                                            | 3:28       |
| 13. | "Lucky (Live)"                                            | 3:29       |
| 14. | "Black Pearl (Rearranged) [Studio Version] (Bonus Track)" | 3:09       |
| 15. | "Love, Love, Love (Acoustic Version) [Bonus Track]"       | 3:46       |
| 16. | "Wolf (Stage Version) [Studio Version] (Bonus Track)"     | 4:16       |
| 17. | "Growl (Stage Version) [Studio Version] (Bonus Track)"    | 5:29       |
| 18. | "December, 2014 (The Winter’s Tale) (Bonus Track)"        | 3:37       |

Notes: The bonus track is "Black Pearl (Rearranged) (Studio Version)", "Love, Love, Love (Acoustic Version) (Studio Version)", "Wolf (Stage Version) (Studio Version)", "Growl (Stage Version) (Studio Version)" and "December, 2014 (The Winter's Tale)".

## Bảng xếp hạng
| Bảng xếp hạng (2014)       | Thứ hạng cao nhất |
| -------------------------- | ----------------- |
| South Korean Albums (Gaon) | 1                 |
| Japanese Albums (Oricon)   | 22                |

| Bảng xếp hạng (2014)       | Thứ hạng cao nhất |
| -------------------------- | ----------------- |
| South Korean Albums (Gaon) | 1                 |

## Doanh số
| Khu vực           | Doanh số |
| ----------------- | -------- |
| Hàn Quốc (Gaon)   | 80,000+  |
| Nhật Bản (Oricon) | 10,568+  |

## Giải thưởng và đề cử

### Chiến thắng giải thưởng âm nhạc
| Bài hát                              | Chương trình     | Ngày                    |
| ------------------------------------ | ---------------- | ----------------------- |
| "December, 2014 (The Winter's Tale)" | Music Bank (KBS) | Ngày 2 tháng 1 năm 2015 |

## Lịch sử phát hành
| Khu vực  | Ngày                      | Định dạng       | Hãng đĩa         |
| -------- | ------------------------- | --------------- | ---------------- |
| Hàn Quốc | Ngày 22 tháng 12 năm 2014 | CD, tải nhạc số | SM Entertainment |
| Toàn cầu | Ngày 22 tháng 12 năm 2014 | Tải nhạc số     | SM Entertainment |